# Phyllodactylus apricus
Phyllodactylus apricus este o specie de șopârle din genul Phyllodactylus, familia Gekkonidae, descrisă de Dixon 1966. Conform Catalogue of Life specia Phyllodactylus apricus nu are subspecii cunoscute.